# Желеньский, Владислав
Владислав Желеньский (эта версия имени появилась в современных источниках), при жизни и долгое время после смерти в русскоязычных источниках использовался вариант имени Владислав Желенский (пол. Władysław Marcjan Mikołaj Żeleński; 6 июля 1837, Гродковице, Вольный город Краков (ныне гмина Клай в Малопольском воеводстве Польши) — 23 января 1921, Краков) — польский композитор и пианист. Отец Тадеуша Бой-Желеньского.

## Биография
Владислав Желеньский родился 6 июля 1837 года в Гродковице. Получил первоначальное музыкальное образование в Кракове, где среди его наставников был, в частности, композитор Францишек Мирецкий. С 1859 года учился в Праге у Александра Драйшока (фортепиано) и Йозефа Крейчи (композиция). Наконец, в 1866—1870 гг. совершенствовал своё композиторское мастерство в Париже у Наполеона Ребера и Бертольда Дамке.
Получив образование вернулся на родину, некоторое время работал в Кракове (Австро-Венгрия), а в 1872 году, после смерти Станислава Монюшко, занял кафедру гармонии и контрапункта в Варшавской консерватории (Российская империя).
В 1881 году вернулся в Краков, в 1882—1885 гг. дирижировал городским оркестром, а затем стал одним из создателей в 1888 году Краковской консерватории, которую и возглавлял до конца жизни. Среди краковских учеников Желенского, в частности, Зыгмунт Стоёвский.
Желеньскому принадлежат оперы «Конрад Валленрод» (1884), «Гоплана» (1891), «Янек» (1900) и «Старая сказка» (пол. Stara baśń; 1906), две симфонии (1872, 1912), струнные квартеты и другие камерные сочинения, романсы на стихи Адама Мицкевича, Владислава Сырокомли и других польских поэтов, а также на тексты из Краледворской рукописи (пол. Pięć śpiewów z królodworskiego rękopisu; 1862).
Владислав Желеньский умер 23 января 1921 года в городе Кракове.